# فردا موتورز
صنایع اتومبیل‌سازی فردا یا فردا موتورز با نام تجاری اف‌ام‌سی (به انگلیسی: FMC) شرکت خودروسازی ایرانی است که در سال ۱۳۹۲ تأسیس شد. این شرکت از زیرمجموعه‌های گروه تجاری گلستان متعلق به خاندان گرامی می‌باشد.

## تاریخچه
صنایع اتومبیل‌سازی فردا یکی از زیرمجموعه‌های گروه تجاری گلستان می‌باشد که در سال ۱۳۹۲ تأسیس شد و در ابتدا ایران خودرو محصولاتش را به این شرکت برون‌سپاری کرده بود. سمند و پژو پارس اولین محصولاتی بودند که خودروسازی فردا در کارخانه‌ای در استان سمنان تولید می‌کرد؛ تا این که در ابتدای سال ۱۳۹۸ این شرکت اقدام به تولید و عرضه ام‌جی آرایکس۵ نمود، اما کمی بعد سایک موتور همکاری‌اش با این شرکت را قطع کرد.
بعد از آن فردا موتورز شروع به مونتاژ محصولات دانگ فنگ کرد. اولین خودرو، دانگ‌فنگ فنگ‌شینگ اس‌ایکس۶ بود که در اواخر سال ۱۳۹۸ با نام فردا اس‌ایکس۶ روانه بازار ایران شد. یک سال بعد از این محصول، این شرکت محصول دیگری از دانگ‌فنگ با نام دانگ‌فنگ فنگ‌شینگ جینگی ایکس۵ را با نام اف‌ام‌سی اس‌ایکس۵ در بازار ایران عرضه کرد.
در سال ۱۴۰۰، فردا موتورز سدان چانگان آلسوین را به‌عنوان چهارمین خودروی با نشان فردا موتورز روی جلوپنجره و با اسم فردا ۵۱۱ روانه بازار ایران کرد. با این حال، پس از مدتی بین این دو شرکت اختلاف افتاد و تولید این خودرو متوقف شد. در طول همین سال، این شرکت دانگ‌فنگ فنگ‌شینگ تی۵ را با نام اف‌ام‌سی تی۵ معرفی و عرضه کرد.
در سال ۱۴۰۱ و در نمایشگاه خودرو تهران، فردا موتورز از ون اف‌ام‌سی ام۴ پرده برداشت. این خودرو که بعدها نامش به سوبا ام۴ تغییر یافت، در اصل نمونه ری‌بج شدهٔ فورتینگ یات است. در همین سال نمونه ارتقایافته اف‌ام‌سی اس‌ایکس۵ هم معرفی شد.
در سال ۱۴۰۱ این شرکت دومین خط تولید خود را با در اختیار گرفتن خط تولید زاگرس خودرو در بروجرد به راه انداخت.
با آزاد شدن واردات خودرو به ایران، فردا موتورز در سال ۱۴۰۲ جیلی آزکارا را به‌عنوان اولین محصول کاملاً وارداتی خود روانه بازار ایران کرد.
در تاریخ ۲۴ خرداد سال ۱۴۰۴ ، در جریان تهاجم و جنگ تحمیلی رژیم صهیونیستی علیه مردم ایران این کارخانه مورد حمله ی موشکی قرار گرفت که منجر به از دست رفتن جان دو تن از کارکنان و آسیب به زیر ساخت های آن شد.

## محصولات کنونی

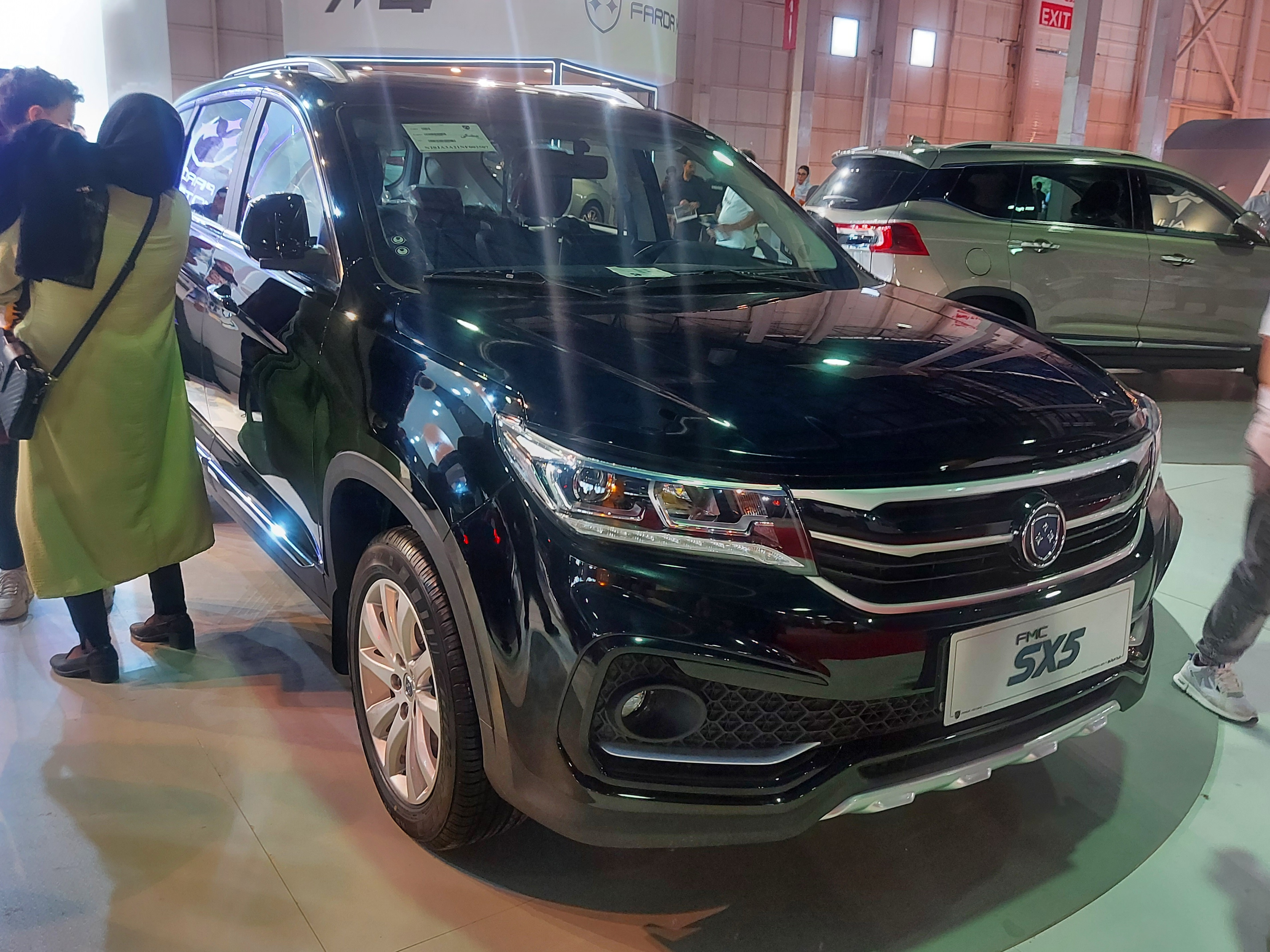
اف‌ام‌سی اس‌ایکس۵
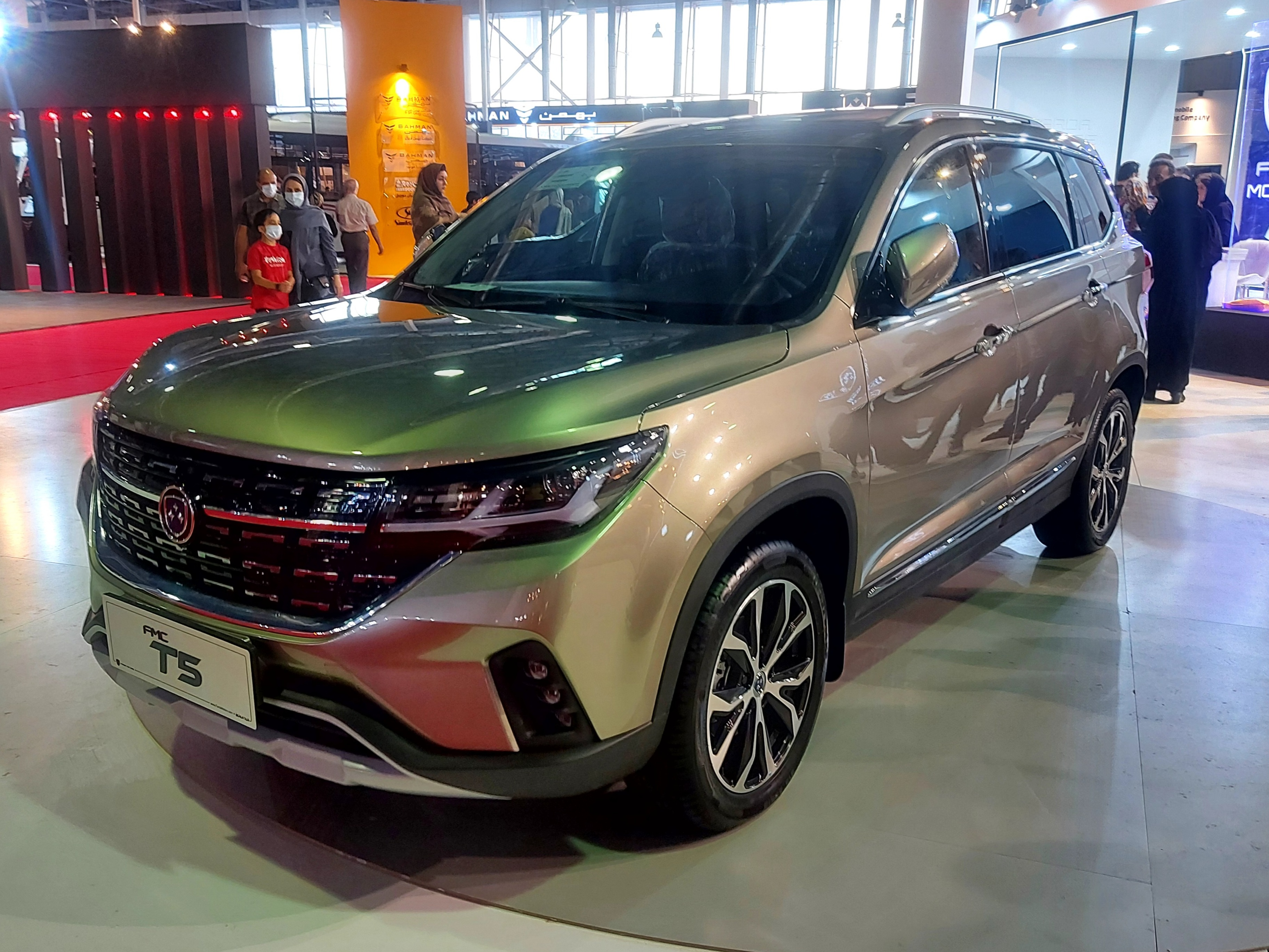
اف‌ام‌سی تی۵
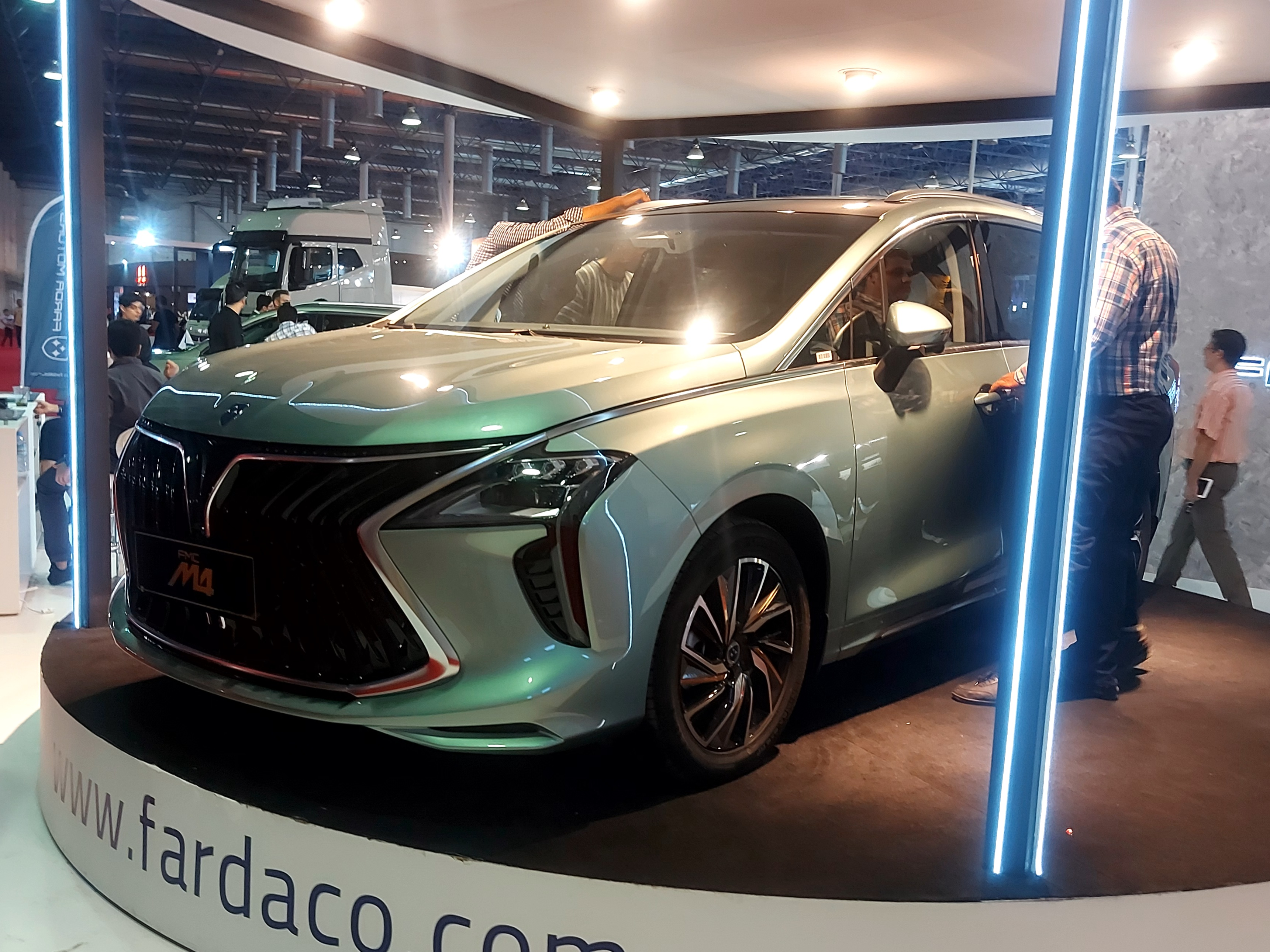
اف‌ام‌سی سوبا ام۴
- فردا ۵۱۱
- اف‌ام‌سی پی۴
- اف‌ام‌سی پی۵

- اف‌ام‌سی اس‌ایکس۵
- اف‌ام‌سی تی۵
- اف‌ام‌سی سوبا ام۴